# Каширин, Роман Михайлович
Рома́н Миха́йлович Каши́рин (род. 29 сентября 1976, Черкесск,  СССР) — российский спидвейный гонщик. Мастер спорта.  Чемпион России в командном и парном зачётах.

## Карьера
С 12-13 лет стал заниматься спидвеем в городе Черкесск. Первый тренер – Диваков Василий Никитич. В 1993 году дебютировал в чемпионате СНГ в составе команды «Дружба» (вне зачёта), в личных соревнованиях представлял черкесский «Монолит». В следующем 1994 году черкесский клуб прекратил своё существование, а гонщика пригласил в «Салават» тренер Вячеслав Ренгач.
В 1996 году провёл сезон в «Мега-Ладе», став чемпионом страны, откуда перешёл в «Восток», где пробыл 4 года (1997-2000). В 1996 и 1997 становился вице-чемпионом страны среди юниоров.
В 2001 году вернулся в СК «Салават». Примечательно, что гонщик был в составе команды оба раза, когда та выигрывала свои медали в чемпионате страны (1994 и 2004 гг.). После сезона 2006 г. стал свободным агентом и, получив приглашение из СТМК Турбина, перешёл в балаковский клуб, однако после сезона-2007 СТМК прекратил выступления в КЧР. В 2008 г. числился в заявке СК «Салават», но гонок в КЧР не провёл, в основной состав команды вернулся в 2010 г., где и выступает вплоть по 2014 г. (в 2009 г. «Салават» не участвовал в розыгрыше чемпионата страны).
В 2013 г. стал чемпионом страны в парном зачёте вместе с Сергеем Даркиным и Семёном Власовым.

## Среднезаездный результат
| Лига        | 1993          | 1994          | 1995               | 1996              | 1997         | 1998          | 1999          | 2000          | 2001          | 2002          | 2003          | 2004           |
| ----------- | ------------- | ------------- | ------------------ | ----------------- | ------------ | ------------- | ------------- | ------------- | ------------- | ------------- | ------------- | -------------- |
| Флаг России | 0,333 Дружба  | 1,333 Салават | 1,545 Салават      | 1,310 Мега-Лада-1 | 1,522 Восток | 1,846 Восток  | 1,909 Восток  | 1,500 Восток  | 1,947 Салават | 1,846 Салават | 2,050 Салават | 1,975 Салават  |
| Лига        | 2005          | 2006          | 2007               | 2008              | 2009         | 2010          | 2011          | 2012          | 2013          | 2014          | 2015-2019     | 2020           |
| Флаг России | 1,950 Салават | 1,946 Салават | 1,686 СТМК Турбина | -                 | -            | 1,971 Салават | 1,550 Салават | 0,889 Салават | 1,750 Салават | 1,048 Салават | -             | 1,286 Башкирия |

## Достижения
| - Чемпионат России по спидвею среди юниоров: в личном зачёте — 2 место (1996, 1997) - Чемпионат России по спидвею в командном зачёте — 1 место (1996), 3 место (1994, 1997, 1998, 1999, 2000, 2004) в парном зачёте — 1 место (2013), 3 место (1999) | - Кубок Свинкина — 1 место (1998, Черкесск) - Кубок мэра Краснокамска — 1 место (2007, Краснокамск) - Турнир на приз журнала «Спидвей без границ» — 1 место (2007, Черкесск) - Мемориал Платонова — 1 место (командные) и 3 место (личные, 2008, Черкесск) - Мемориал Баскакова — 2 место (2007, Салават) |  |